# Poecilostachys manongarivensis
Poecilostachys manongarivensis là một loài thực vật có hoa trong họ Hòa thảo. Loài này được A.Camus miêu tả khoa học đầu tiên năm 1928.